# Castella - la Manxa
Castella-la Manxa (oficialment en castellà, Castilla-La Mancha) és una comunitat autònoma d'Espanya, establerta d'acord amb el seu Estatut d'Autonomia i la Constitució espanyola. La seva capital és la ciutat de Toledo, seu de la Junta de Comunidades de Castilla-La Mancha, màxim òrgan executiu i legislatiu de l'autonomia. La seva ciutat més poblada és Albacete, seu del Tribunal Superior de Justicia de Castilla-La Mancha, màxim òrgan judicial de la comunitat.
El territori actual de la comunitat de Castella-la Manxa correspon al territori de la regió històrica de Castella la Nova —llevat del territori que actualment conforma la Comunitat de Madrid— i la província d'Albacete. Castella la Nova, al seu torn, va ser el nom que reemplaçaria el del Regne de Toledo. El nom per a la comunitat fa referència a la nació històrica de Castella, el nom de la qual vol dir "terra de castell", i a la regió de la Manxa, el nom de la qual prové de l'àrab manxa o al-manshaf que vol dir 'terra seca'.
El caràcter identitari de la comunitat el configuren diferents particularitats regionals i influències històriques. A les províncies d'Albacete i Ciudad Real predomina una identitat fortament lligada a la regió històrica de la Manxa, mentre que les províncies de Toledo, Conca i Guadalajara estan més identitàriament vinculades a l'antiga nació de Castella. Alguns municipis com Guadalajara estan fortament vinculats a Madrid, atesa la seva condició de ciutat dormitori.

## Història
La comunitat de Castella-la Manxa sorgeix com a tal el 15 de novembre de 1978, en constituir-se com a entitat preautonòmica. La seva polèmica denominació fou motivada per la falta d'una identitat regional forta, davant dels provincialismes que estaven molt arrelats, motiu pel qual van sorgir dues tendències regionalitzadores: una que pretenia la constitució d'una Comunitat Castellana amb uns límits que anaven més enllà del Sistema Central; i l'altra, que pretenia la constitució d'una Comunitat Manxega formada per les províncies que comparteixen aquesta gran comarca, que va ser declarada província durant el regnat de Carles III. El seu Estatut d'Autonomia va ser aprovat el 10 d'agost de 1982. Avui dia podríem definir Castella-la Manxa com les terres de l'antiga Corona de Castella situades geogràficament al voltant de la gran comarca de la Manxa, que és el nucli central de la Comunitat.
Històricament, és hereva de la regió de Castella la Nova, que comprenia aproximadament l'actual territori castellà-manxec (excepte la província d'Albacete) i contenia la Comunitat de Madrid, província que finalment no va ser inclosa dins de Castella-la Manxa per motius econòmics i demogràfics.

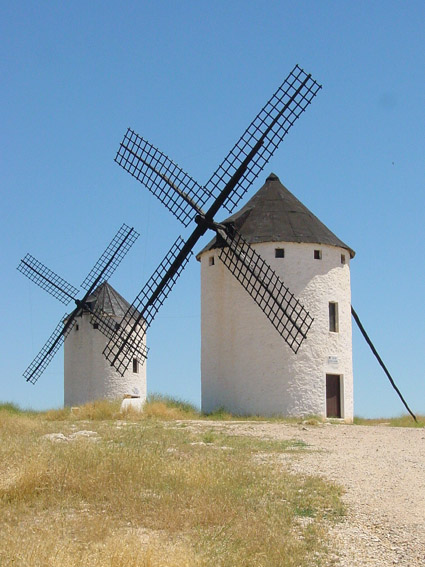
Molins de vent típics de la Manxa al Campo de Criptana.

El 1785, amb l'ordenament territorial de Floridablanca, la regió va quedar dividida en les províncies de Conca, Guadalajara, Madrid, la Manxa i Toledo; mentre que les poblacions d'Albacete, Chinchilla, Almansa, Hellín i Yeste, amb les seves respectives comarques, van passar a formar part de la província de Múrcia i del Regne de Múrcia. El 1833 es modifiquen els límits provincials —divisió provincial de Francisco Javier de Burgos—, i la província de la Manxa és substituïda per la de Ciudad Real, tot i que una part del seu territori passà també a les províncies de Conca, Toledo i Albacete — aquesta darrera província inexistent fins aleshores, i que va ser creada amb una part dels territoris de les antigues províncies de Conca, la Manxa i Múrcia; i va quedar incorporada administrativament a la Regió de Múrcia fins a la configuració autonòmica actual; tot i que la major part de la mateixa província formava part de la comarca manxega. El 1869, durant la I República, aquesta província va ser una de les firmants del Pacte Federal Castellà i del Pacte Federal Manxec, i el 1924 la seva Diputació va promoure la creació d'una Comunitat Manxega.
Castella la Nova és, a la vegada, continuació de l'antic Regne de Toledo, que va ser una de les taifes d'al-Àndalus; i la seva capital fou conquerida per Alfons VI de Castella l'any 1085. El 1177 es varen conquerir les terres de Conca i la resta meridional, formada pel Camp de Calatrava, la Vall d'Alcúdia i l'alfoz d'Alcaraz (Camp de Montiel i Serra d'Alcaraz). Seria consolidada durant el regnat d'Alfons VIII; aquestes últimes, després de la batalla de Las Navas de Tolosa, el 1212. Des d'aquell moment, la història de Castella-la Manxa és la mateixa que la de la resta del Regne de Castella del qual va passar a formar part.
El 1605 es publicà la primera edició del llibre que faria famosa aquesta terra: Don Quijote de la Mancha, escrit per Miguel de Cervantes.

## Geografia

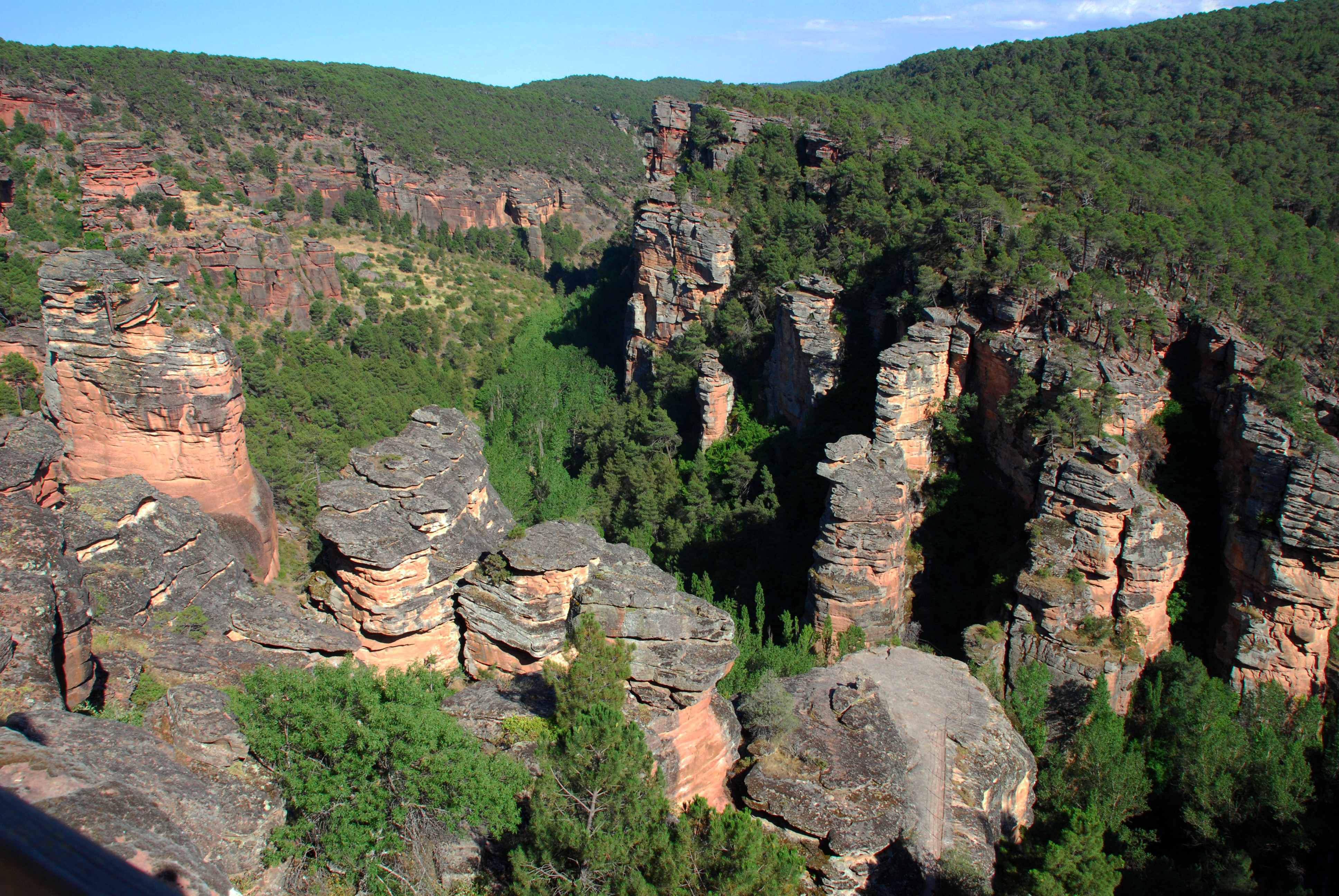
Barranc de la Hoz, a la província de Guadalajara.

Castella-la Manxa és situada al centre de la península Ibèrica, al sud de la serralada central. Ocupa gairebé tota la Meseta Sud peninsular, i és a tercera comunitat més extensa d'Espanya. La seva situació geogràfica és estratègica per al seu desenvolupament. La major part del territori es troba entre els 600 i els 1000 m d'altitud. S'hi troben dues zones clarament diferenciades: la planura i la muntanya. El territori de la comunitat es pot dividir en set conques hidrogràfiques diferents: del Tajo, el Guadiana i el Guadalquivir que desemboquen a l'oceà Atlàntic, el Xúquer, el Segura, l'Ebre i el Túria, que desemboquen a la mar Mediterrània.
El clima de Castella-la Manxa és mediterrani: els hiverns són molt freds i els estius, molt calorosos, acompanyats de sequera. De fet, la comunitat es troba en allò que es coneix com l'"Espanya Seca". Les precipitacions són irregulars. També s'hi presenten oscil·lacions tèrmiques. Tot això és per la relació entre els factors geogràfics: la latitud, la disposició del relleu i l'altitud. La temperatura anual mitjana és molt elevada, entre 18 i 20 °C.

## Política i govern

### Institucions

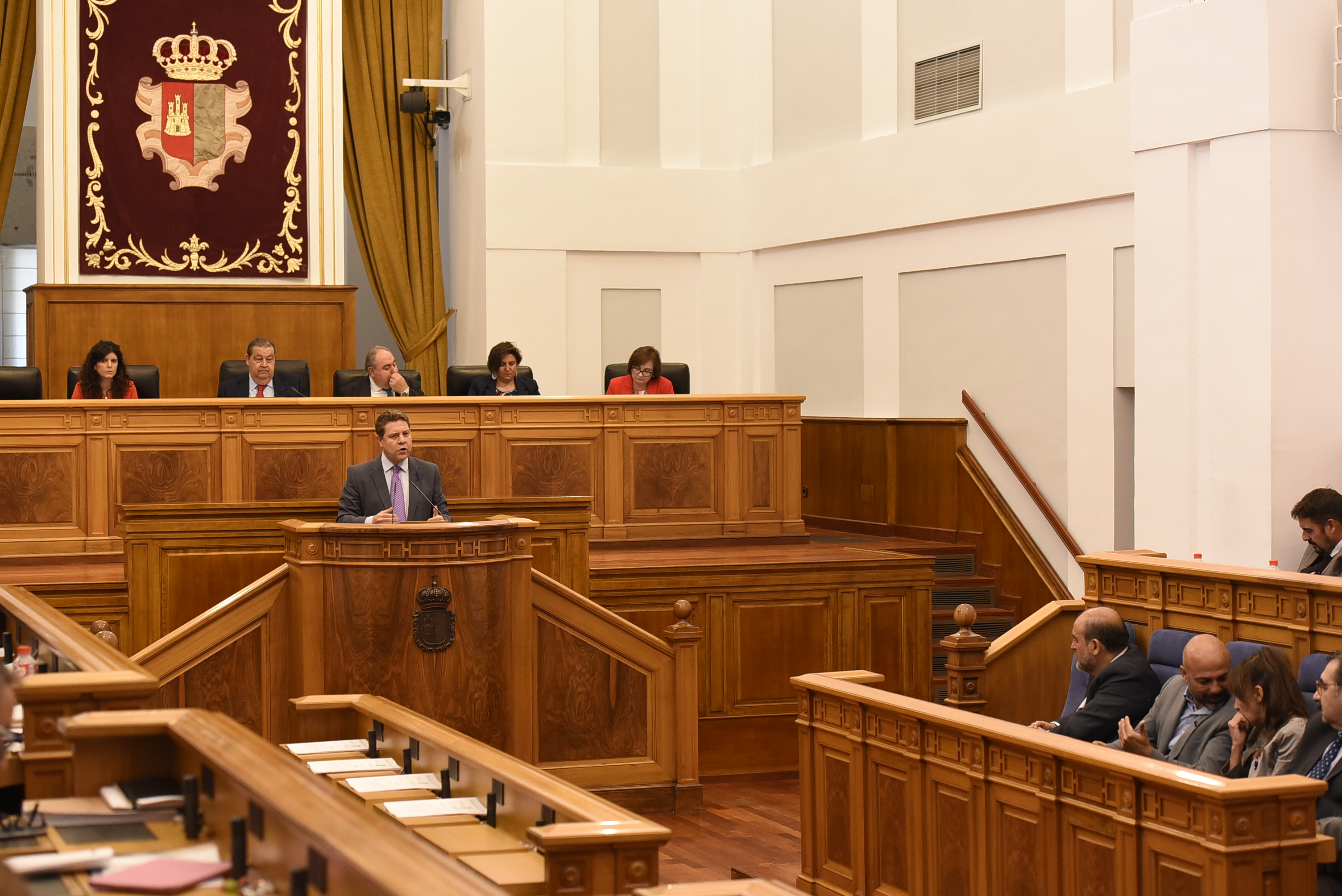
Ple de les Corts

Castella-la Manxa es va constituir en comunitat autònoma el 1982, amb l'aprovació del seu Estatut d'Autonomia. Els poders de la comunitat s'exerceixen a través de la Junta de Comunitats de Castella-la Manxa. La Junta està formada per les Corts, el president i el Consell de Govern:
- Les Corts de Castella-la Manxa són l'òrgan representatiu del poble de la regió, el qual n'exerceix la potestat legislativa. És constituït per un màxim de 59 diputat electes per sufragi universal, per mitjà de la representació proporcional per a un període de quatre anys.
- El president de Castella-la Manxa dirigeix l'acció del Consell de Govern, i coordina les funcions dels seus membres. És, per tant, el cap del poder executiu i alhora el representant superior de la regió; i ostenta la representació ordinària de l'Estat espanyol. És elegit pels membres de les Corts de Castella-la Manxa, i és nomenat pel rei d'Espanya. Ha d'aconseguir el vot de confiança de les Corts.
- El Consell de Govern de Castella-la Manxa és l'òrgan executiu de la regió; dirigeix l'acció política i administrativa de la comunitat; i exerceix la funció executiva i la potestat reglamentària de la regió. Està integrat pel president, els vicepresidents i els consellers.

### Divisió administrativa

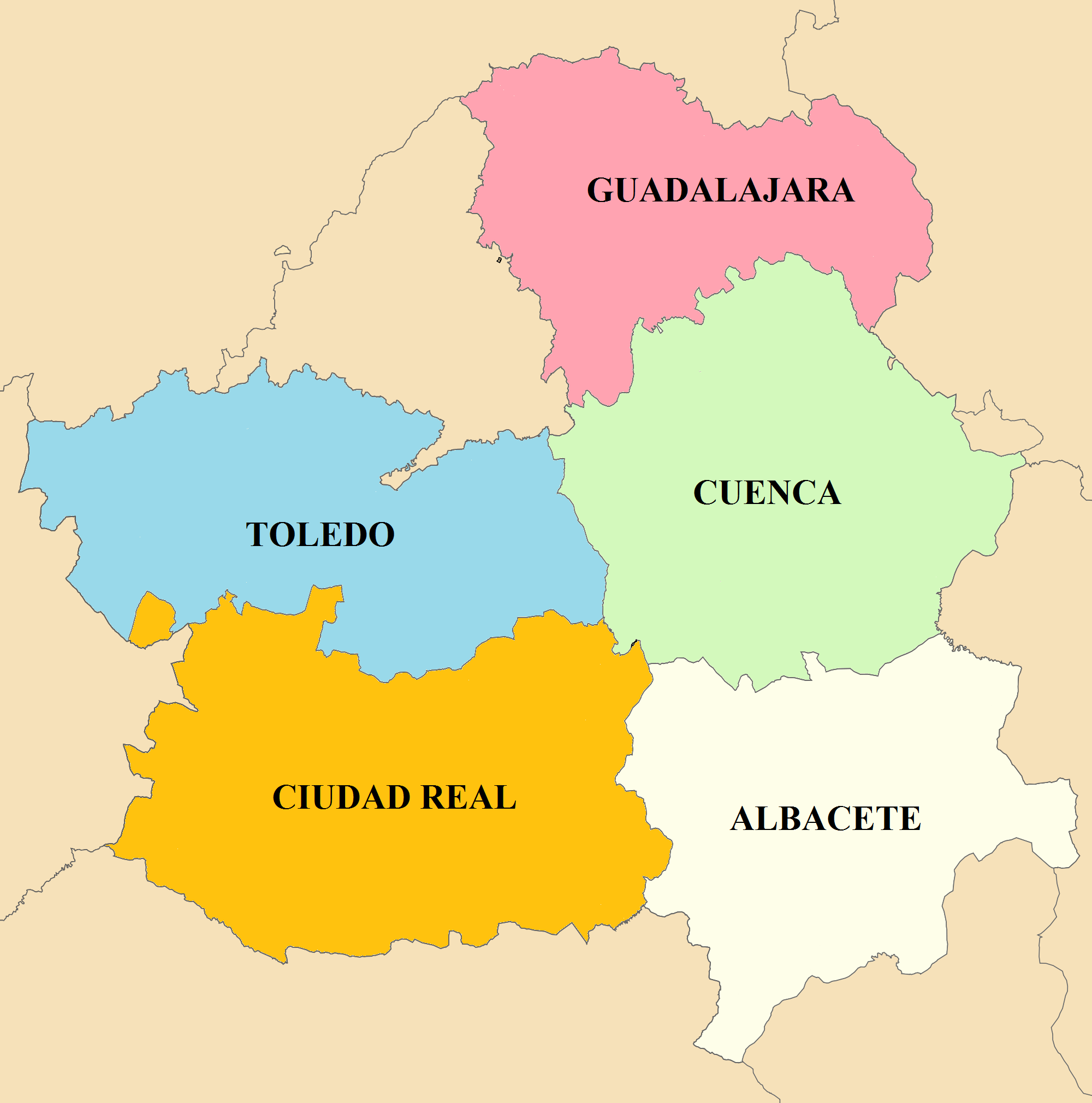
Províncies de Castella-la Manxa

La Regió de Castella-la Manxa està dividida en 5 províncies: Albacete, Ciudad Real, Conca, Guadalajara i Toledo. Cada província, al seu torn, es divideix en municipis. En total Castella-la Manxa té 919 municipis: 87 d'Albacete, 102 de Ciudad Real, 238 de Cuenca, 288 de Guadalajara i 204 de Toledo.
Els municipis més poblats de Castella-la Manxa són: Albacete, amb 171.360 habitants; Talavera de la Reina, amb 88.674 habitants; Toledo, amb 83.108 habitants; i Guadalajara, amb 84.453 habitants.

## Economia

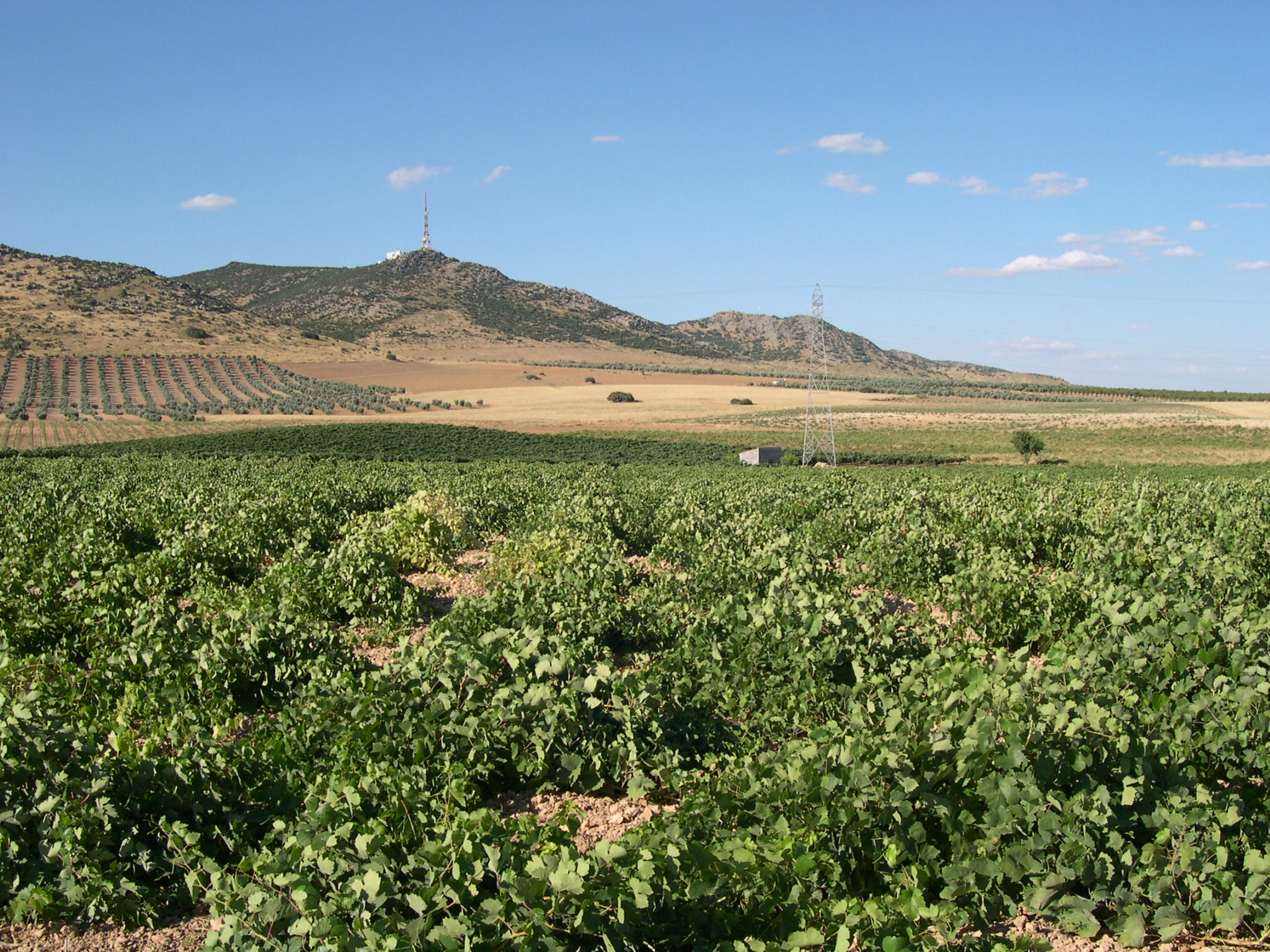
Vinyets a la província de Ciudad Real

El creixement econòmic de Castella-la Manxa ha estat, durant els últims 20 anys, superior al de la resta d'Espanya. De 1986 a 1997 va créixer a una mitjana anual del 3,6%, mentre que la mitjana de l'Estat va ser del 3,0%. No obstant això, les regions desfavorides són aquelles que es dediquen al sector primari, en guanyar més productivitat els sectors secundari i terciari. De fet, el sector agrari ha disminuït del 26,7% de l'ocupació total de la població activa al 12,6% el 1997.
Els vinyets i la ramaderia encara són l'activitat predominant dels municipis castellanomanxecs. Tanmateix, la indústria continua creixent, com és el cas de la indústria tèxtil a Sonseca.

## Demografia
El 2007 la regió de Castella-la Manxa va tenir una població de 2.115.334 habitants; i ocupava la novena posició en relació amb la resta de les autonomies d'Espanya i representava el 4,37% de la població total de l'Estat. La comunitat és poc poblada, amb una densitat de 26,62 hab./km². Un aspecte significatiu de la demografia castellanomanxega és la seva distribució a tots els municipis. No solament destaca el fet que hi hagi un gran nombre de municipis, sinó el fet que la població de la majoria és molt reduïda. De fet, el municipi més poblat, Albacete, només té 171.000 habitants. La resta dels municipis té una població inferior als 100.000 habitants; només 6 tenen una població superior als 50.000 i menor als 100.000 (0,6% del total). Entre els tretze municipis més poblats es concentra el 38% de la població de la regió. Així doncs, Castella-la Manxa es distingeix pel seu elevat percentatge de població rural: el 1996 el 82,4% dels municipis castellanomanxecs tenien menys de 2.000 habitants, i corresponien al 20,7% de la població regional.

## Vegeu també

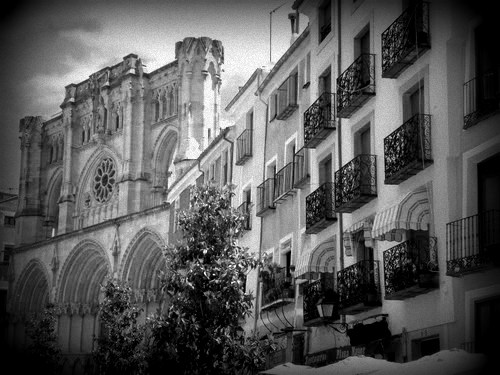
Catedral de Conca
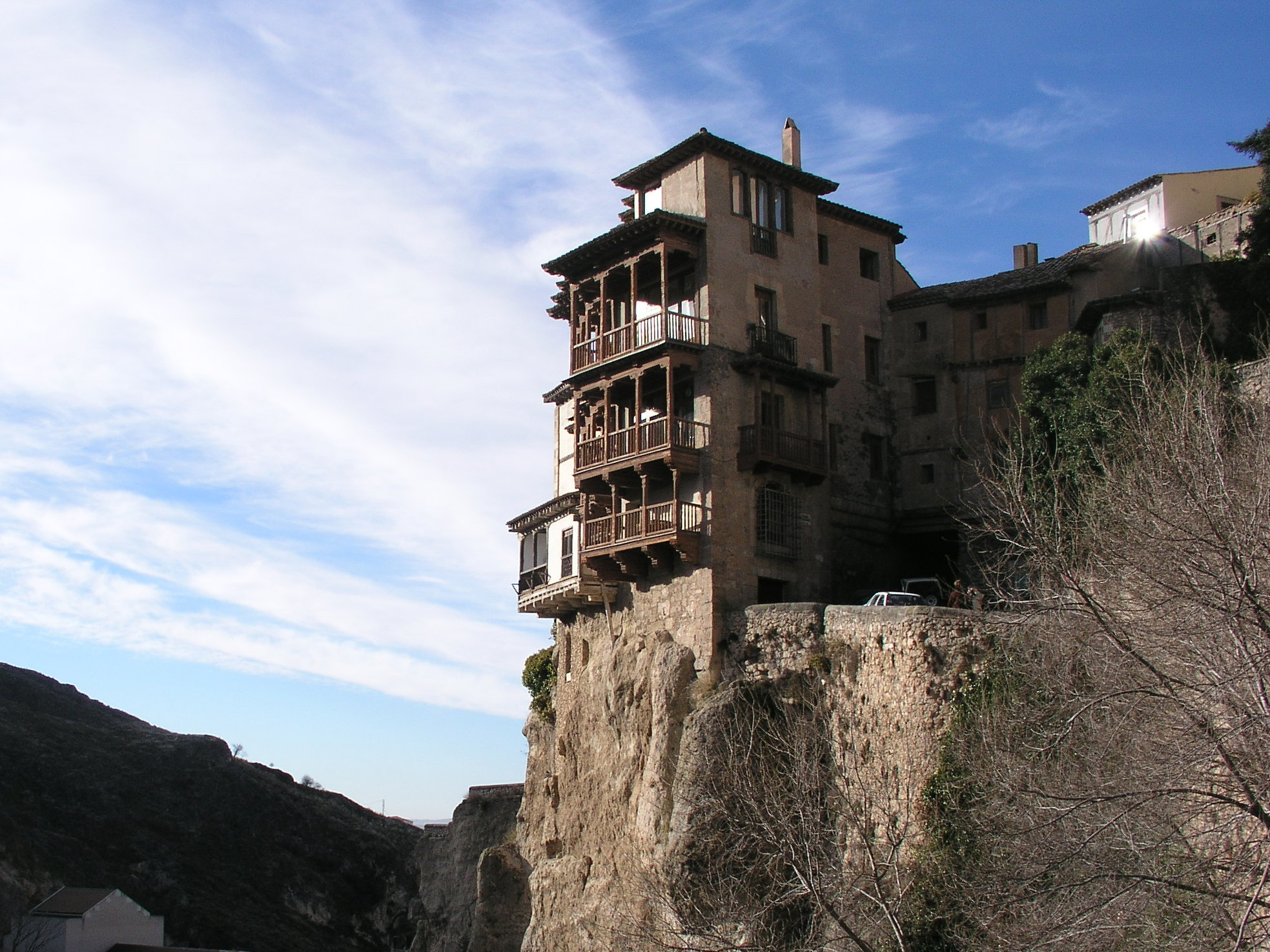
Cases de Conca
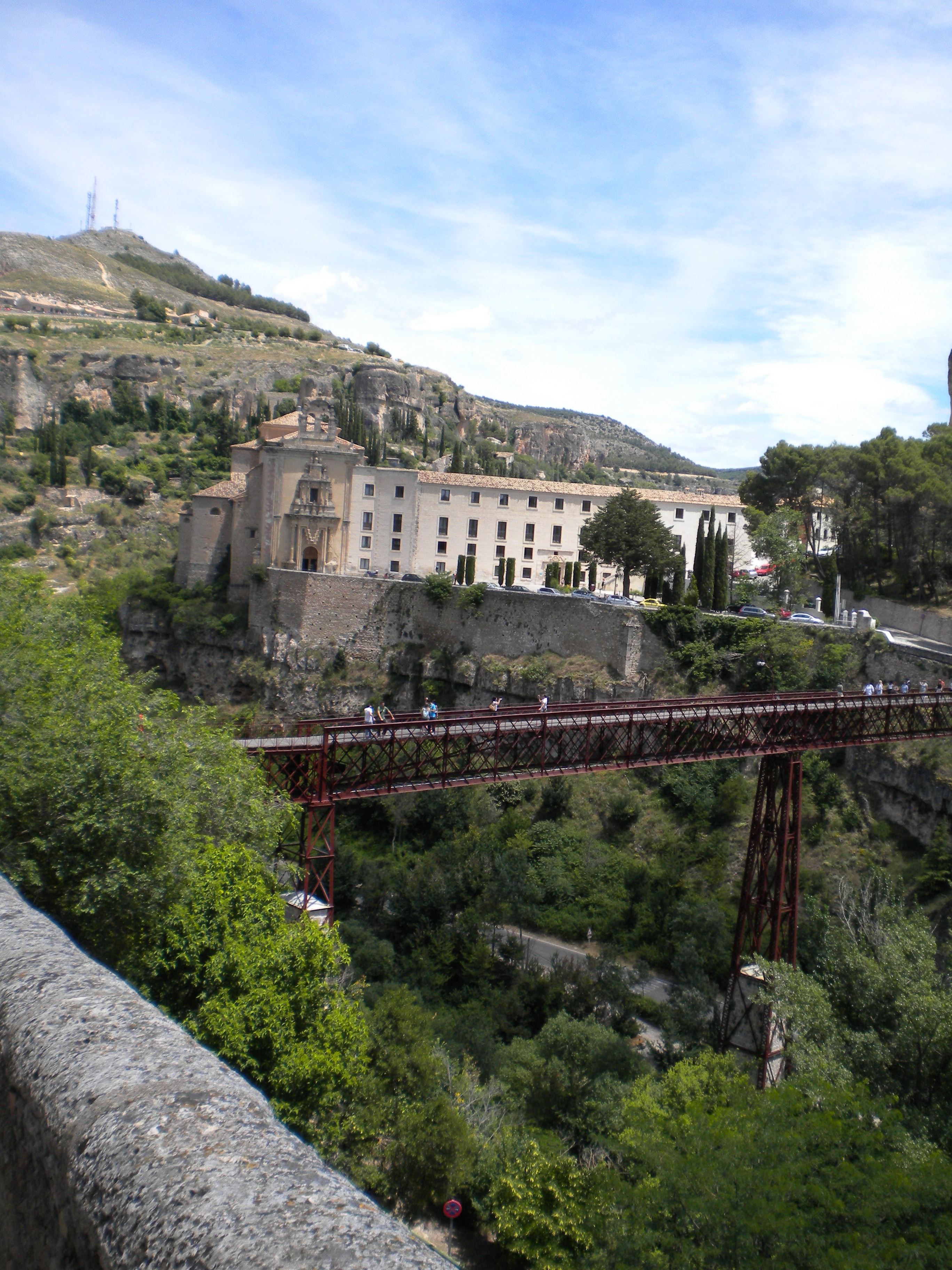
Pont de Sant Pau